# Ajghalesi
Ajghalesi – wieś w Iranie, w ostanie Azerbejdżan Zachodni, w szahrestanie Takab. W 2006 roku liczyła 184 mieszkańców.